# Ydre occipitale kam
Ydre occipitale kam eller Crista occipitalis externa er en del af den ydre overflade af squama occipitalis på nakkebenet. Det har en kløft langs midterlinjen, begyndende ved den ydre occipitale protuberans og fortsætter ned til foramen magnum, hvortil nakkebåndet hæfter.